# Bamberg (priimek)
Bamberg je priimek več oseb:
- Joseph von Bamberg, avstro-ogrski general
- Otomar Bamberg, slovenski tiskar
- Eckbert von Bamberg, nemški škof
- Fedor Bamberg, avstro-ogrski general
- Fedor Bamberg, slovenski tiskar
- Felix Bamberg
- Georg Bamberg, nemški politik
- Israel of Bamberg
- Otto Bamberški
- Otomar Bamberg, slovenski tiskar
- Samuel Bamberg